# Lozen, Veliko Tărnovo
Lozen (în bulgară Лозен) este un sat în comuna Strajița, regiunea Veliko Tărnovo,  Bulgaria. 

## Demografie
Componența etnică a satului Lozen
     Bulgari (68,17%)
     Nicio identificare (16,79%)
     Turci (14,28%)
     Romi (0%)
     Altele (0,75%)
La recensământul din 2011, populația satului Lozen era de 399 locuitori. Din punct de vedere etnic, majoritatea locuitorilor (68,17%) erau bulgari, cu o minoritate de turci (14,28%). Pentru 16,79% din locuitori nu este cunoscută apartenența etnică.